# Вовк Павло Анатолійович
Павло́ Анато́лійович Во́вк — капітан Збройних сил України, учасник російсько-української війни.

## З життєпису
Браву участь у боях в складі танкового батальйону 93-ї бригади. Зокрема в липні 2014 року — у боях за Піски.

## Нагороди
- 10 жовтня 2015 — орденом Богдана Хмельницького III ступеня.